# نووا وس (ناحیه تشسکی کروملوف)
نووا وس (ناحیه تشسکی کروملوف) (به چکی: Nová Ves) یک منطقهٔ مسکونی در جمهوری چک است که در ناحیه تشسکی کروملوو واقع شده‌است. نووا وس ۹٫۹۴ کیلومتر مربع مساحت و ۴۲۸ نفر جمعیت دارد و ۵۵۸ متر بالاتر از سطح دریا واقع شده‌است.